# Ricky Martin
Ricky Martin (født Enrique Martín Morales 24. december 1971), er en puertoricansk pop-sanger. Han har solgt over 70 millioner plader siden han blev soloartist i 1991. Han synger både på spansk og engelsk. Han er kendt for sange som "Maria", "The Cup Of Life (La Copa de la Vida)", "She Bangs", "Livin' La Vida Loca" og "I Don't Care (Qué Más Me Da)".

## Karriere
I 2007 sang Ricky Martin en duet med Eros Ramazzotti med titlen "Non siamo soli" (vi er ikke alene) på albummet Blanco y Negro, hvor de to sangere arbejdede sammen for første gang på et album.
I 2011 optog han et nyt album og kom tilbage på scenen med albummet Música + Alma + Sexo.
 Dette afsnit eller denne liste er kun påbegyndt. Hvis du ved mere om emnet, kan du hjælpe Wikipedia ved at tilføje mere.

## Privatliv
Ricky Martin sprang i marts 2010 ud som homoseksuel og er gift med den svenske maler Jwan Yosef, med hvem han har fire børn.

## Diskografi
- Ricky Martin (1991)
- Me Amaras (1993)
- A Medio Vivir (1995)
- Vuelve (1998)
- Ricky Martin (1999)
- Sound Loaded (2000)
- Almas del Silencio (2003)
- Life (2005)
- Música + Alma + Sexo (2011)
- A Quien Quiera Escuchar (2015)